# Buick Electra

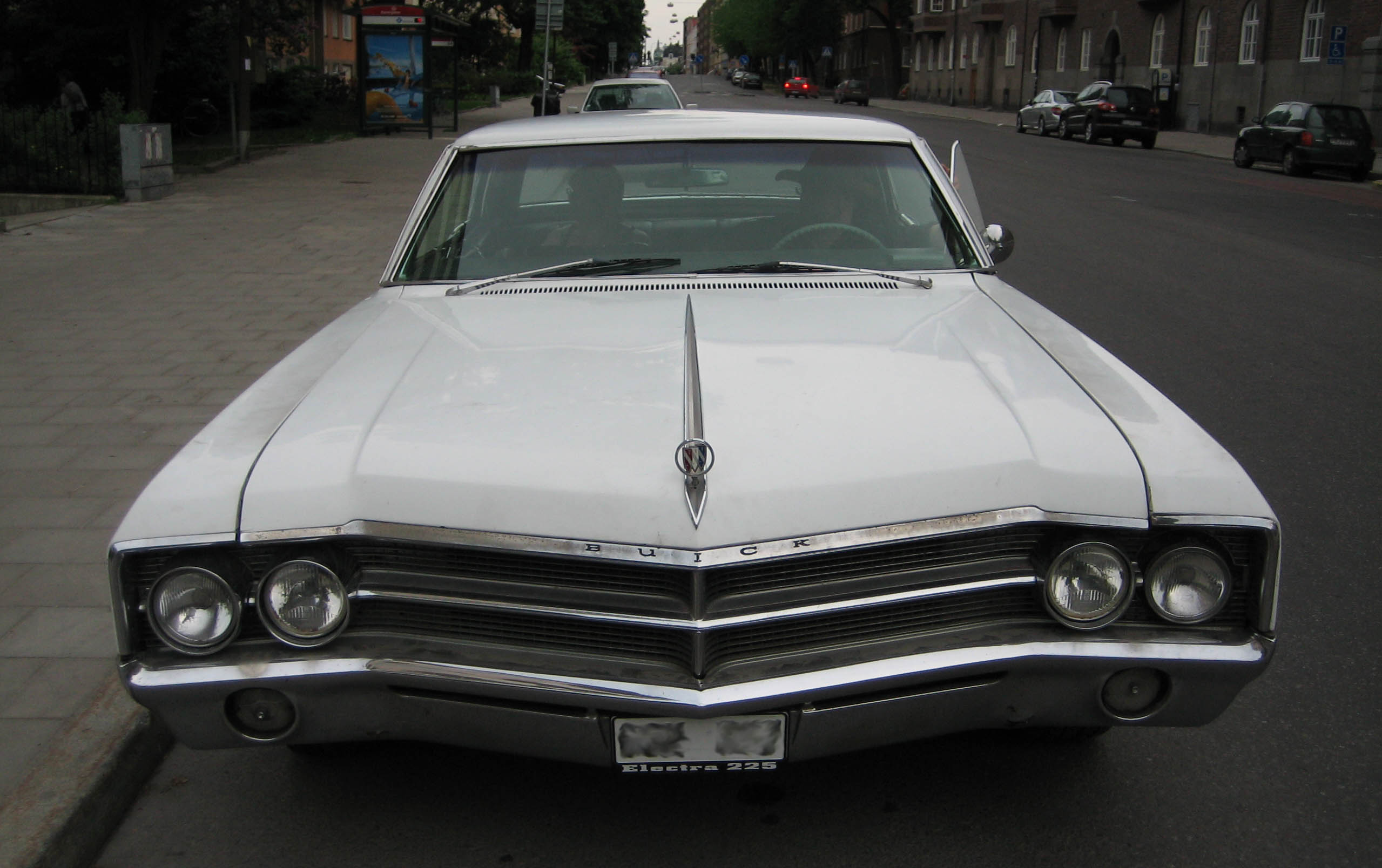
En 1965 Buick Electra 225 visad framifrån

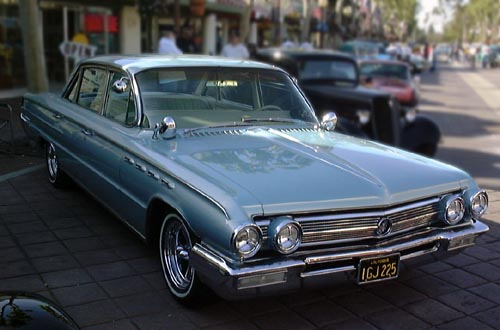
1962 Buick Electra 225

Buick Electra och Buick Electra 225 är en serie fullsize-bilar tillverkade av Buick mellan 1959 och 1990. Namnet kommer från gudinnan Elektra i den grekiska mytologin. En Electra 225 hade det prestigefyllda uppdraget att vara pace car vid motortävlingen Indianapolis 500 1959.
Skådespelerskan Jayne Mansfield omkom i en trafikolycka i en Buick Electra av 1966 års modell.